# Архиепархия Таборы
Архиепархия Таборы (лат. Archidioecesis Taboraënsis) — архиепархия Римско-Католической Церкви с центром в городе Табора, Танзания. В митрополию Таборы входят епархии Кахамы, Кигомы, Мпанды. Кафедральным собором архиепархии Таборы является церковь святой Терезы.

## История
11 января 1887 года Святой Престол учредил апостольский викариат Унианьембе, выделив его из апостольского викариата Танганьики (сегодня — епархия Сумбаванги).
12 декабря 1912 года апостольский викариат Унианьембе передал часть территории для создания апостольского викариата Киву (сегодня — архиепархия Гитеги).
31 мая 1925 года апостольский викариат Унианьембе был переименован в апостольский викариат Таборы.
8 апреля 1929 года и 14 апреля 1943 года апостольский викариат Таборы передал ряд территорий для создания соответственно апостольского викариата Букобы (сегодня — епархия Руленге-Нгары) и апостольской префектуры Мбулу (сегодня — епархия Мбулу). Между тем, 10 апреля 1929 года апостольский викариат Таборы был увеличен путём включения части территории, которая принадлежала апостольскому викариату Виктории-Ньянзы (сегодня — архиепархия Мванзы).
25 марта 1953 года Папа Римский Пий XII издал буллу «Quemadmodum ad Nos», которой преобразовал апостольский викариат Таборы в архиепархию-митрополию.
25 марта 1972 года и 11 ноября 1983 года архиепархия Таборы передала часть территории для создания соответственно епархии Сингиды и епархии Кахамы.

## Ординарии
- епископ François Gerboin, M.Afr.[1] (28.01.1897 — 27.06.1912);
- епископ Henri Léonard, M.Afr. (27.06.1912 — 23.07.1928);
- епископ Edouard Michaud, M.Afr. (29.11.1928 — 24.03.1932), назначен апостольским викарием-коадъютором Уганды;
- епископ Joseph Trudel, M.Afr. (25.04.1933 — 4.02.1948);
- архиепископ Cornelius Bronsveld, M.Afr. (31.05.1950 — 21.12.1959);
- архиепископ Marko Mihayo (21.06.1960 — 9.03.1985);
- архиепископ Марио Эпифанио Абдалла Мгулунде (9.03.1985 — 14.03.2006);
- архиепископ Paul R. Ruzoka (25.11.2006 — 10.11.2023);
- кардинал Протасе Ругамбва (10.11.2023 — по настоящее время).